# John A. Veatch

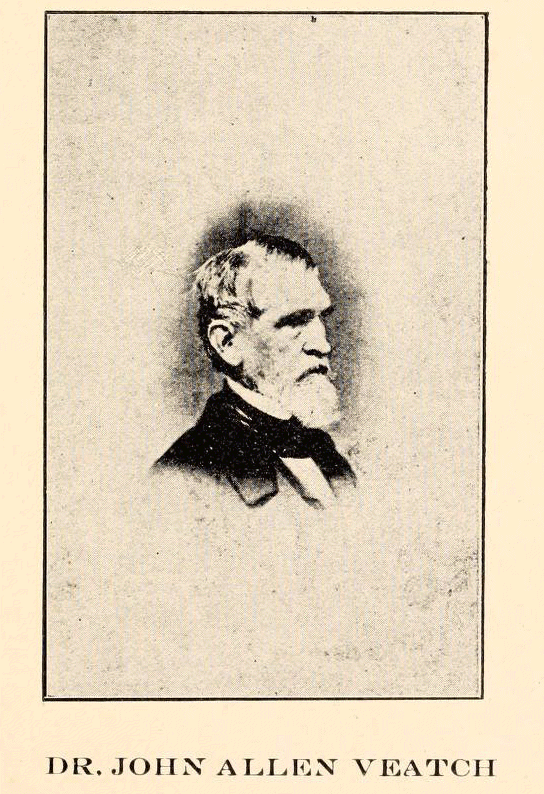

John Allen Veatch (* 5. März 1808 in Knox County, Kentucky; † 24. April 1870 in Portland, San Patricio County, Texas) war ein US-amerikanischer Chirurg, Offizier, Landvermesser und Wissenschaftler. Er war das erste Kind von Isaac und Lucinda (Ramsey) Veatch.

## Werdegang
Im Jahre 1827 begann John Allen Veatch sein Medizinstudium. Er trat 1829 den Freimaurern bei und zog nach Louisiana, wo er als Lehrer arbeitete. 1834 zog er nach Texas auf geschütztes Land in dem Gebiet der heutigen Hardin, Trinity und Jefferson Counties. Im folgenden Jahr wurde er als Delegierter der Kommune Bevil in die Consultation gewählt, die während des Texanischen Unabhängigkeitskrieges zwischen November 1835 und März 1836 als provisorische Regierung fungierte. Sam Houston schlug Veatch 1840 für die Stelle als Notar von Liberty County vor, allerdings wurde diese Nominierung vom Senat von Texas verworfen. Veatch war während der 1840er Jahre als Arzt in der Stadt Bluff tätig.
Während des Mexikanisch-Amerikanischen Krieges diente er zwischen 1846 und 1847 als First Lieutenant in Mirabeau B. Lamars Independent Volunteer Company. Dann war er von September 1847 bis September 1848 als Captain bei den Texas Mounted Volunteers für die Grenzverteidigung zuständig. Ferner war er in der ganzen Zeit als Chirurg tätig.
Nach 1850 zog er nach San Antonio, wo sein Grundbesitz einen Wert von 15.000 Dollar hatte. Während seines Aufenthaltes in Texas studierte er Botanik und Mineralogie. Veatch zog schließlich nach Kalifornien und entdeckte 1856 große Ablagerungen von Borax in Lake County. Er gab mehrere wissenschaftliche Veröffentlichungen heraus, erforschte 1858 Carres Island und war von 1858 bis 1861 als Kurator in Conchologie an der California Academy of Sciences tätig. Während des Amerikanischen Bürgerkrieges praktizierte er zwischen 1862 und 1863 als Arzt in Virginia City (Nevada). Ferner war er bis 1869 als Geologe in San Francisco tätig. Während dieser Zeit unternahm er 1868 einen erfolglosen Versuch, eine Stellung als staatlicher Geologe in Oregon zu erhalten. Daraufhin nahm Veatch 1869 einen Posten als Professor für Chemie, Toxikologie und materia medica an der Willamette University Medical School an.
John A. Veatch und seine erste Ehefrau, Charlotte Sheridan (oder Edwards), hatten drei gemeinsame Kinder; zwei von ihnen kamen in Louisiana und ein drittes in Texas zu Welt. Nach Charlottes Tod heiratete er Anne Bradley. Das Paar bekam zwei gemeinsame Kinder. Veatch verließ seine Familie in Texas und suchte sein Glück in Kalifornien. Seine Ehefrau ließ sich daraufhin 1853 von ihm scheiden. Er heiratete 1865 seine dritte Ehefrau, Samanthe Brisbee, die vier Jahre später starb.